# اچ‌ام‌اس ویموث (۱۸۰۴)
اچ‌ام‌اس ویموث (۱۸۰۴) (به انگلیسی: HMS Weymouth (1804)) یک کشتی بود که طول آن ۱۳۶ فوت (۴۱٫۵ متر) بود. این کشتی در سال ۱۷۹۷ ساخته شد.